# Santiago Silva
Santiago Martín Silva Olivera, mais conhecido como Santiago "El Tanque" Silva (Montevidéu, 9 de dezembro de 1980) é um ex-futebolista uruguaio que atuava como atacante.

## Carreira
Silva passou por diversos clubes uruguaios, tendo ainda uma rápida passagem pelo Corinthians, em 2002. No futebol europeu, passou pelo Energie Cottbus, da Alemanha, e em Portugal, pelo SC Beira-Mar
Pelo Banfield, durante o Apertura 2009, chegou ao auge de sua carreira até hoje, terminando como o artilheiro da temporada, com 14 gols em 19 jogos. Seus gols ajudaram o Banfield a conquistar o título do Apertura pela primeira vez em sua história, conquistando o título no último dia do torneio. Foi novamente artilheiro do Campeonato Argentino em 2010 atuando pelo Vélez Sarsfield, equipe pela qual foi campeão em 2011.
Atuou pelo Lanús em 2013, e por este clube, conquistou a Copa Sul-Americana de 2013 derrotando a Ponte Preta de Campinas na decisão.
Em 2015,retornou ao Banfield, hoje joga no Argentinos Juniors.

### Clubes
| Clube                | Temporada         | Campeonato nacional | Campeonato nacional | Copa nacional[a] | Copa nacional[a] | Competições continentais[b] | Competições continentais[b] | Outros torneios[c] | Outros torneios[c] | Total | Total |
| Clube                | Temporada         | Jogos               | Gols                | Jogos            | Gols             | Jogos                       | Gols                        | Jogos              | Gols               | Jogos | Gols  |
| -------------------- | ----------------- | ------------------- | ------------------- | ---------------- | ---------------- | --------------------------- | --------------------------- | ------------------ | ------------------ | ----- | ----- |
| River Plate          |                   |                     |                     |                  |                  |                             |                             |                    |                    |       |       |
| 1999-00              | 28                | 15                  | 0                   | 0                | 0                | 0                           | 0                           | 0                  | 28                 | 15    |       |
| Total                | 28                | 15                  | 0                   | 0                | 0                | 0                           | 0                           | 0                  | 28                 | 15    |       |
| Defensor Sporting    |                   |                     |                     |                  |                  |                             |                             |                    |                    |       |       |
| 2000-01              | 18                | 8                   | 0                   | 0                | 0                | 0                           | 0                           | 0                  | 14                 | 8     |       |
| Total                | 14                | 8                   | 0                   | 0                | 0                | 0                           | 0                           | 0                  | 14                 | 8     |       |
| Corinthians          |                   |                     |                     |                  |                  |                             |                             |                    |                    |       |       |
| 2002                 | 5                 | 0                   | 0                   | 0                | 0                | 0                           | 0                           | 0                  | 5                  | 0     |       |
| Total                | 5                 | 0                   | 0                   | 0                | 0                | 0                           | 0                           | 0                  | 5                  | 0     |       |
| Nacional             |                   |                     |                     |                  |                  |                             |                             |                    |                    |       |       |
| 2002-03              | 7                 | 0                   | 0                   | 0                | 0                | 0                           | 0                           | 0                  | 7                  | 0     |       |
| Total                | 7                 | 0                   | 0                   | 0                | 0                | 0                           | 0                           | 0                  | 7                  | 0     |       |
| River Plate          |                   |                     |                     |                  |                  |                             |                             |                    |                    |       |       |
| 2002-03              | 10                | 7                   | 0                   | 0                | 0                | 0                           | 0                           | 0                  | 10                 | 7     |       |
| Total                | 10                | 7                   | 0                   | 0                | 0                | 0                           | 0                           | 0                  | 10                 | 7     |       |
| Energie Cottbus      |                   |                     |                     |                  |                  |                             |                             |                    |                    |       |       |
| 2003-04              | 32                | 9                   | 0                   | 0                | 0                | 0                           | 0                           | 0                  | 32                 | 9     |       |
| Total                | 32                | 9                   | 0                   | 0                | 0                | 0                           | 0                           | 0                  | 32                 | 9     |       |
| Beira-Mar            |                   |                     |                     |                  |                  |                             |                             |                    |                    |       |       |
| 2004-05              | 30                | 8                   | 0                   | 0                | 0                | 0                           | 0                           | 0                  | 30                 | 8     |       |
| Total                | 30                | 8                   | 0                   | 0                | 0                | 0                           | 0                           | 0                  | 30                 | 8     |       |
| Newell's Old Boys    |                   |                     |                     |                  |                  |                             |                             |                    |                    |       |       |
| 2005-06              | 14                | 4                   | 0                   | 0                | 2                | 0                           | 0                           | 0                  | 16                 | 2     |       |
| Total                | 14                | 4                   | 0                   | 0                | 2                | 0                           | 0                           | 0                  | 16                 | 2     |       |
| Central Español      |                   |                     |                     |                  |                  |                             |                             |                    |                    |       |       |
| 2005-06              | 13                | 3                   | 0                   | 0                | 0                | 0                           | 0                           | 0                  | 13                 | 3     |       |
| Total                | 13                | 3                   | 0                   | 0                | 0                | 0                           | 0                           | 0                  | 13                 | 3     |       |
| Gimnasia de La Plata |                   |                     |                     |                  |                  |                             |                             |                    |                    |       |       |
| 2006-07              | 33                | 13                  | 0                   | 0                | 7                | 1                           | 0                           | 0                  | 40                 | 14    |       |
| Total                | 33                | 13                  | 0                   | 0                | 7                | 1                           | 0                           | 0                  | 40                 | 14    |       |
| Vélez Sársfield      |                   |                     |                     |                  |                  |                             |                             |                    |                    |       |       |
| 2007-08              | 30                | 11                  | 0                   | 0                | 0                | 0                           | 0                           | 0                  | 30                 | 11    |       |
| 2008-09              | 6                 | 0                   | 0                   | 0                | 0                | 0                           | 0                           | 0                  | 6                  | 0     |       |
| Total                | 36                | 11                  | 0                   | 0                | 0                | 0                           | 0                           | 0                  | 36                 | 11    |       |
| Banfield             |                   |                     |                     |                  |                  |                             |                             |                    |                    |       |       |
| 2008-09              | 17                | 9                   | 0                   | 0                | 0                | 0                           | 0                           | 0                  | 17                 | 9     |       |
| 2009-10              | 18                | 14                  | 0                   | 0                | 0                | 0                           | 0                           | 0                  | 18                 | 14    |       |
| Total                | 35                | 23                  | 0                   | 0                | 0                | 0                           | 0                           | 0                  | 35                 | 23    |       |
| Vélez Sársfield      |                   |                     |                     |                  |                  |                             |                             |                    |                    |       |       |
| 2009-10              | 9                 | 5                   | -                   | -                | 6                | 4                           | 0                           | 0                  | 15                 | 9     |       |
| 2010-11              | 32                | 18                  | -                   | -                | 2+9              | 0+4                         | -                           | -                  | 43                 | 22    |       |
| 2011-12              | 2                 | 1                   | 0                   | 0                | -                | -                           | -                           | -                  | 2                  | 1     |       |
| Total                | 43                | 24                  | 0                   | 0                | 17               | 8                           | 0                           | 0                  | 60                 | 32    |       |
| Fiorentina           |                   |                     |                     |                  |                  |                             |                             |                    |                    |       |       |
| 2011-12              | 12                | 1                   | 1                   | 0                | 0                | 0                           | 0                           | 0                  | 13                 | 1     |       |
| Total                | 12                | 1                   | 1                   | 0                | 0                | 0                           | 0                           | 0                  | 13                 | 1     |       |
| Boca Juniors         |                   |                     |                     |                  |                  |                             |                             |                    |                    |       |       |
| 2011-12              | 10                | 2                   | 2                   | 1                | 11               | 3                           | 0                           | 0                  | 23                 | 6     |       |
| 2012-13              | 28                | 11                  | 0                   | 0                | 1+2              | 1+1                         | 1                           | 0                  | 32                 | 13    |       |
| Total                | 38                | 13                  | 2                   | 1                | 14               | 5                           | 1                           | 0                  | 55                 | 19    |       |
| Lanús                |                   |                     |                     |                  |                  |                             |                             |                    |                    |       |       |
| 2013-14              | 15                | 7                   | 0                   | 0                | 9                | 3                           | 0                           | 0                  | 24                 | 10    |       |
| Total                | 15                | 7                   | 0                   | 0                | 9                | 3                           | 0                           | 0                  | 24                 | 10    |       |
| Total na carreira    | Total na carreira | 367                 | 146                 | 3                | 1                | 42                          | 16                          | 1                  | 0                  | 418   | 164   |

- a. ^ Jogos da Copa Argentina
- b. ^ Jogos da Copa Sul-Americana e Copa Libertadores
- c. ^ Jogos do Jogo amistoso

## Títulos

### Internacionais
Lanús
- Copa Sul-Americana: 2013

### Nacionais
Corinthians
- Torneio Rio-São Paulo: 2002
- Copa do Brasil: 2002

Nacional
- Campeonato Uruguaio: 2002

Banfield
- Campeonato Argentino: Apertura de 2009

Vélez Sársfield
- Campeonato Argentino: Clausura 2011

Boca Juniors
- Copa Argentina: 2011-12

## Artilharias
Banfield
- Campeonato Argentino (1): Apertura de 2009 – 14 gols

Vélez Sársfield
- Campeonato Argentino (1): Apertura de 2010 – 11 gols